# 15547 Xujiping
15547 Xujiping este o planetă minoră (asteroid), cu un diametru de 2,197 km, din centura de asteroizi. A fost descoperită pe 9 martie 2000 la Magdalena Ridge Observatory⁠(d) de Lincoln Near-Earth Asteroid Research. 
Obiectul prezintă o orbită caracterizată de o semiaxă mare de 2,140584 UAi, o excentricitate de 0,14, o înclinație de 2,84564 ° în raport cu ecliptica.